# Falsomalthinus wittmeri
Falsomalthinus wittmeri là một loài bọ cánh cứng trong họ Cantharidae. Loài này được Brancucci miêu tả khoa học năm 2003.